# Merzomyia mongolica
Merzomyia mongolica är en tvåvingeart som först beskrevs av Valery Korneyev 1990.  Merzomyia mongolica ingår i släktet Merzomyia och familjen borrflugor.
Artens utbredningsområde är Mongoliet. Inga underarter finns listade i Catalogue of Life.